# ロバート・バーグマン
ロバート・ジョージ・バーグマン（Robert George Bergman、1942年5月23日 - ）はアメリカ合衆国の化学者。正宗・バーグマン環化やC-H活性化の発見で知られる。
シカゴ出身。1963年カールトン・カレッジ卒業後、1966年にウィスコンシン大学大学院で化学の博士号を取得。コロンビア大学でポスドクとなった後、1977年から2002年にかけて、カリフォルニア大学バークレー校の化学教授を務め、1978年以来ローレンス・バークレー国立研究所の研究員を務める。

## 受賞歴
- 1990年 レムセン賞
- 1993年 アーネスト・ローレンス賞
- 1996年 アーサー・C・コープ賞
- 2000年 化学パイオニア賞
- 2007年 米国科学アカデミー賞化学部門
- 2011年 ウィラード・ギブズ賞
- 2014年 ウェルチ化学賞
- 2017年 ウルフ賞化学部門、クラリベイト・アナリティクス引用栄誉賞

## 科学アカデミー会員
- 1984年 米国科学アカデミー
- 1984年 アメリカ芸術科学アカデミー
- 1995年 カリフォルニア科学アカデミー
- 1999年 アメリカ科学振興協会
- アメリカ化学会